# Fole Sogn
Fole Sogn er et sogn i Haderslev Domprovsti (Haderslev Stift). 
Fole Sogn hørte til Frøs Herred i Haderslev Amt. Fole sognekommune blev ved kommunalreformen i 1970 indlemmet i Gram Kommune, der ved strukturreformen i 2007 indgik i Haderslev Kommune.
I Fole Sogn ligger Fole Kirke. Sognet hørte indtil 2007 til Tørninglen Provsti, men kirken har ikke det karakteristiske Tørninglen-spir, der er rejst over 4 trekantgavle.
I sognet findes følgende autoriserede stednavne:
- Agerskov (bebyggelse)
- Fole (bebyggelse)
- Fole Ejerlav (ejerlav)
- Ganderup (bebyggelse)
- Ganderup Mark (bebyggelse)
- Grønskær (bebyggelse)
- Hornsgård Mark (bebyggelse)
- Langdel (bebyggelse)
- Mellerup (bebyggelse)
- Skaftkær (areal)
- Vestermark (bebyggelse)

## Afstemningsresultat
Folkeafstemningen ved Genforeningen i 1920 gav i Fole Sogn 336 stemmer for Danmark, 12 for Tyskland. Af vælgerne var 119 tilrejst fra Danmark, 8 fra Tyskland. 